# John Munizaga
John Manuel Munizaga Maturana (Viña del Mar, Chile, 11 de junio de 1985) es un exfutbolista y actual entrenador chileno. Jugaba de volante y es hermano mellizo del futbolista Freddy Munizaga.

## Clubes

### Como jugador
| Club              | País  | Año       |
| ----------------- | ----- | --------- |
| Municipal Limache | Chile | 2006-2007 |
| Everton           | Chile | 2008-2009 |
| Naval             | Chile | 2010-2011 |
| Lota Schwager     | Chile | 2012-2013 |
| Deportes Copiapó  | Chile | 2013      |
| Iberia            | Chile | 2014-2015 |
| Lota Schwager     | Chile | 2015-2016 |

### Como entrenador
| Club                    | País  | Año       |
| ----------------------- | ----- | --------- |
| República Independiente | Chile | 2021      |
| Nacimiento              | Chile | 2022-Act. |